# Білл Хікс
Ві́льям Ме́лвін Хікс (англ. William Melvin Hicks); 16 грудня 1961 — 26 лютого 1994 — американський стендап-комік, соціальний критик, сатирик і музикант. Його гумор охоплює широкий спектр соціальних питань: суспільство, релігія, політика, філософія та особисті проблеми. Хікс кинув виклик мейнстриму, прагнучи, за його власними словами: «просвітити людей і змусити їх думати самостійно». У своїй творчості Хікс використовував непристойний мову і описував себе як «Чомскі з жартами нижче пояса». В творчості Хікса завжди присутня значна домішка чорного гумору. Як в своїх стендап-виступах, так і в інтерв'ю, він часто критикував споживацтво, поверхневість, посередність і банальність в засобах масової інформації і масової культури, називаючи ці явища знаряддями, які використовує правлячий клас для того, щоб «тримати людей в тупості та апатії»
Білл Хікс помер 26 лютого 1994 року від раку підшлункової залози. Після смерті Хікса його творчість здобула значну популярність та визнання. В 2004 році Білл Хікс зайняв 19-е місце в списку найвеличніших стендап-коміків усіх часів за версією Comedy Central. В 2007 році він опинився вже на 6-му місці, за версією британського телеканалу Channel 4, а в 2010 на 4-му. В 2017 році журнал Rolling Stone відніс його на 13-ту позицію рейтингу 50 найкращих стендап-коміків усіх часів.